# Rocchetta Ligure
Rocchetta Ligure là một đô thị ở tỉnh Alessandria trong vùng Piedmont của Italia, có vị trí cách khoảng 110 km về phía đông nam của Torino và khoảng 40 km về phía đông nam của Alessandria. Tại thời điểm ngày 31 tháng 12 năm 2004, đô thị này có dân số 208 người và diện tích là 10,1 km².
Đô thị Rocchetta Ligure có các frazioni (các đơn vị cấp dưới, chủ yếu là các làng) Bregni Inferiore, Bregni Superiore, Celio, Pagliaro Inferiore, Pagliaro Superiore, Piani di Celio, Sant'Ambrogio, và Sisola.
Rocchetta Ligure giáp các đô thị: Albera Ligure, Cabella Ligure, Cantalupo Ligure, Mongiardino Ligure, và Roccaforte Ligure.